# Albert Young
Albert Young (ur. 28 września 1877 w Lauterecken jako Albert Jung, zm. 22 lipca 1940 w San Francisco) – amerykański bokser pochodzenia niemieckiego. 
W 1904 na letnich igrzyskach olimpijskich w Saint Louis zdobył złoty medal w kategorii półśredniej wygrywając w finale z Harrym Spanjerem. Zmarł na skutek choroby wrzodowej.